# Eurhabdus
Eurhabdus is een vliegengeslacht uit de familie van de roofvliegen (Asilidae).

## Soorten
- E. jamaicensis Farr, 1973
- E. longissimus Tomasovic, 2002
- E. sororius Scarbrough & Perez-Gelabert in Scarbrough & Perez-Gelabert & Page, 2005
- E. zephyreus Aldrich, 1923